# كريستين كافياري
وإسمها الكامل كريستين إليزابيث كافياري (بالإنجليزية: Kristin Elizabeth Cutler Cavallari) وهي شخصية تلفزيونية و مصممة ازياء وممثلة أمريكية ولدت في يوم 5 يناير 1987 في مدينة دنفر، كولورادو في الولايات المتحدة وتربت في بلدة لاغونا بيتش، أورانج، كاليفورنيا في الولايات المتحدة.

## روابط خارجية
- كريستين كافياري على موقع IMDb (الإنجليزية)
- كريستين كافياري على موقع ألو سيني (الفرنسية)
- كريستين كافياري على موقع أول موفي (الإنجليزية)
- كريستين كافياري على موقع إن إن دي بي (الإنجليزية)
- كريستين كافياري على موقع قاعدة بيانات الفيلم (الإنجليزية)
- كريستين كافياري على موقع كينوبويسك (الروسية)